# Gwilym Rhyfel
Gwilym Rhyfel (XII wiek) – walijski poeta. 
Gwilym Rhyfel (albo Ryfel) żył w XII wieku, a jego wiersze pochodzą prawdopodobnie z lat 1174–1175. Wiadomości o jego życiu pochodzą z dzieł innych autorów, między innymi Gruffudda ap Gwrgenau, który był jego przyjacielem. Prawdopodobnie pochodził z Powys, był z zawodu żołnierzem i zginął w walce z daleka od domu, przez co nie mógł być pomszczony przez swoich krewnych. Pisał utwory dla księcia Dafydda ab Owaina Gwynedda. Wydaje się, że większość jego utworów zaginęła. Iorwerth Beli, żyjący sto lat po nim, wspomina go jako jednego z czterech największych poetów, obok Llywarcha ap Llywelyna, Cynddelwa Brydydda Mawra i Dafydda Benfrasa.